# Teretia teres
Teretia teres é uma espécie de gastrópode do gênero Teretia, pertencente a família Raphitomidae.